# Lijst van beelden in Geldrop-Mierlo
Dit is een (onvolledige) chronologische lijst van beelden in Geldrop-Mierlo. Onder een beeld wordt hier verstaan elk driedimensionaal kunstwerk in de openbare ruimte van de Nederlandse gemeente Geldrop-Mierlo, waarbij beeld wordt gebruikt als verzamelbegrip voor sculpturen, standbeelden, installaties, gedenktekens en overige beeldhouwwerken.
| Geplaatst | Omschrijving                         | Kunstenaar                                   | Straat                                          | Plaats         | Materiaal                | Afbeelding     |
| --------- | ------------------------------------ | -------------------------------------------- | ----------------------------------------------- | -------------- | ------------------------ | -------------- |
| 1901      | Elisabeth van Hongarije              | Jan Custers                                  | Langstraat, kopgevel St. Vincentiusgebouw       | Geldrop        |                          |                |
| ≥ 1901    | St. Vincentius                       | Jan Custers?                                 | Vincentiusstraat, zijgevel St. Vincentiusgebouw | Geldrop        |                          |                |
| 1919      | Calvarie                             | H. Knoops                                    | Heer van Scherpenzeelweg                        | Mierlo         | natuursteen              |                |
| ca 1920   | Sint Ludovicus                       |                                              | Heer van Scherpenzeelweg                        | Mierlo         |                          | Sint Ludovicus |
| 1925 ?    | Margaretha Sinclair (reliëf)         | onbekend                                     | Sint Jozefplein, school                         | Geldrop        |                          |                |
| 1930      | Heilig Hartbeeld                     | Kunstatelier St.Lucas                        | Stationsstraat                                  | Geldrop        | steen                    |                |
| 1937 ?    | Gilderode (reliëf)                   | Manus Evers                                  | Stationsstraat                                  | Geldrop        |                          | Gilderode      |
| 1953      | Heilige Antonius (reliëf)            | Vermoedelijk Leo Jungblut (Atelier St Joris) | Sint Jozefplein / Deelenstraat                  | Geldrop        | Steengoed, zoutverglaasd |                |
| 1954      | Christus Barmhartigheid (reliëf)     | Piet Schoenmakers                            | Diepe Vaart                                     | Geldrop        | keramiek                 |                |
|           | (reliëf)                             |                                              | Langstraat                                      | Geldrop        |                          |                |
| 1959      | (sculptuur)                          | Annemarie Leenders-Kusters                   | Linze, sporthal                                 | Geldrop        |                          |                |
| 1960 ?    | (mozaïek)                            |                                              | Eindhovenseweg                                  | Geldrop        | mozaïek                  |                |
| 1965      | Zittend meisje                       | Willy van der Putt                           | Eversveld                                       | Geldrop        | brons                    | Zittend meisje |
| 1965      | Vrijheidsbeeld                       | Willy van der Putt                           | Heuvel                                          | Geldrop        | brons                    |                |
| 1967      | Uil                                  | Hein van den Boomen                          | Vesperstraat                                    | Mierlo         | mozaïek                  |                |
| 1967      | De Wachter                           | Arthur Spronken                              | Johan Peijnenburgweg                            | Geldrop        | brons                    |                |
| 1974      | Stapeling                            | Wim Pasman                                   | Slachthuisstraat                                | Geldrop        | trilbeton                |                |
| 1976      | Vier Heemskinderen (Het Ros Beiaard) | Guus Hellegers                               | Laan der Vier Heemskinderen                     | Geldrop        | brons                    | Heemskinderen  |
| 1979      | De Wever                             | Ruud Ringers                                 | Korte Kerkstraat                                | Geldrop        | brons                    |                |
| 1980      | Overspanning                         | Jan Wils                                     | Mierloseweg 3, tuin van Kasteel Geldrop         | Geldrop        | brons                    |                |
| 1982      | De Kersenplukker                     | Nico van der Leest                           | Dorpstraat / Vesperstraat                       | Mierlo         | brons                    |                |
| 1984      | (reliëf)                             | Paul Vincken                                 | Heilige Geeststraat, school                     | Geldrop        | steengoed                |                |
| 1986      | De Stoel                             | Thijs van Kimmenade                          | Mierloseweg 3, tuin van Kasteel Geldrop         | Geldrop        | staal                    |                |
| 1991      | De Non                               | Harry Storms                                 | Bogardeind                                      | Geldrop        | brons                    | De Non         |
| 1993      | Reliëf                               | Mieke Reinders                               | Heuvel                                          | Geldrop        | keramiek                 |                |
| 1994      | The Walker                           | Jan Wils                                     | Helze                                           | Geldrop        | rvs                      | The Walker     |
| 1995      | Spruwwejagers Bank                   |                                              | Heer van Scherpenzeelweg, Sporthal de Weijer    | Mierlo         |                          |                |
| Ca 1995   | Driehoeken                           |                                              | Koninginnenstraat                               | Geldrop        |                          |                |
| 1996      | Geldrops Kruisbeeld                  |                                              | Rulsedijk                                       | Geldrop        |                          |                |
| 1998      | De Paraplu                           | Jos Agustin                                  | Genoenhuis / A67                                | Geldrop        |                          |                |
| 1999      | Balans                               | Niko de Wit                                  | Mierloseweg 3, tuin van Kasteel Geldrop         | Geldrop        | staal                    | Balans         |
| 2000      | Marriage                             | Fons Bemelmans                               | Jan van Geldropstraat                           | Geldrop        | brons                    | Marriage       |
| 2001      | Het Keuterboerke                     | Ben van Lier                                 | Sluisstraat                                     | Geldrop        | brons                    | Keuterboerke   |
| 2001      | Vuurplaats                           | Joos van de Plas                             | de Waag                                         | Mierlo         | keramiek                 |                |
| 2003      | Zonnewijzer                          |                                              | Mierloseweg 3, tuin van Kasteel Geldrop         | Geldrop        |                          |                |
| 2003      | Pigeons                              | Adam Dickson en Merel Meinen                 | De Bleek 1                                      | Geldrop        | rvs, eikenhout           | Pigeons        |
| 2003      | Monument doodgeboren kinderen        |                                              | Aragorn, Begraafplaats 't Zand:                 | Geldrop        |                          |                |
| 2004      | In Balans                            | Toos Manders                                 | de Waag                                         | Mierlo         | brons                    |                |
| 2005      | Grenssteen Geldrop-Mierlo            |                                              | Sluisstraat Aardborstweg                        | Geldrop Mierlo |                          |                |
| 2005      | Maria Magdalena                      |                                              | Magdalenahof                                    | Geldrop        |                          |                |
| 2005      | Mantelzorg                           | Johan van Hoof                               | Heer van Scherpenzeelweg                        | Mierlo         | brons                    |                |
| 2005      | 6G                                   | Leden Belangenvereniging Zesgehuchten        | Gijzenrooiseweg / Eindhovenseweg                | Geldrop        | staal                    | 6G             |
| 2006      | St. Lucia                            | Johan van Hoof                               | Heer van Scherpenzeelweg                        | Mierlo         | rvs en baksteen          |                |
| 2006      | Myerle Quartissimo                   | Willem van der Velden                        | De Molenweide                                   | Mierlo         | brons                    |                |
| Ca 2007   | Bloemfontein                         |                                              | Laan van Tolkien                                | Geldrop        |                          |                |
| 2010 ?    | (Liggende vrouw)                     | W. Adams                                     | Wethouder Peetershof                            | Geldrop        |                          |                |
| 2011      | Gildemonument                        | Willem van der Velden                        | Gildeplein                                      | Geldrop        | brons + staal            |                |
| 2012      | Grenzeloos                           | Carla Rump                                   | Molenstraat                                     | Geldrop        | brons                    |                |
| 2012      | Teun Gijssen                         | Peter Nagelkerke                             | Helze Kasteel Geldrop                           | Geldrop        | brons                    |                |
| 2013      | Molencontour                         |                                              | Molenberg                                       | Mierlo         |                          |                |
| 2013      | Je hoort erbij                       | Henk van Sleeuwen                            | Vesperstraat, Loeswijkschool                    | Mierlo         | steen                    |                |
|           | (sculptuur)                          |                                              | Hofdael                                         | Geldrop        | staal                    |                |
| 2016      | De Muzikant                          | Ron van de Ven                               | Laan der Vierheemskinderen                      | Geldrop        | aluminium                |                |
|           | (beeld)                              |                                              | Geldropseweg42                                  | Mierlo         |                          |                |
|           | (Accordionspeler ?)                  |                                              | Margrietstraat                                  | Mierlo         |                          |                |
| 2018      | Verweven                             | Katja van den Eijnden                        | Molenstraat / Dommeldalseweg                    | Geldrop        |                          | Verweven       |
| 2018      | Vijf Kempische Heideschapen          | Patricia Suer                                | Bogardeind / A67                                | Geldrop        | cortenstaal              |                |
| 2020      | Regenboogbankje                      | Katja van den Eijnden                        | De Molenweide                                   | Mierlo         | staal                    |                |
| 2020      | De verzetsstrijder                   | Guido van Vliet                              | Harrie van Gestelstraat / Jan Heurkensstraat    | Geldrop        |                          |                |
| 2022      | De weversknoop (klok)                | Willem van der Velden                        | Parallelweg, station                            | Geldrop        |                          | Weversknoop    |